# Ric Rojas
Ric Rojas (* 6. Februar 1952) ist ein ehemaliger US-amerikanischer Langstreckenläufer.
1975 siegte er bei Bay to Breakers, und 1977 kam er bei den Crosslauf-Weltmeisterschaften in Düsseldorf auf den 111. Platz.
1978 gewann er das Boilermaker Road Race und siegte bei der Nike Challenge über 15 km mit der Weltbestzeit von 43:41 min. Im Jahr darauf wurde er Dritter beim Mission Bay Marathon, siegte beim Lilac Bloomsday Run und beim Bolder Boulder, wurde bei den Panamerikanischen Spielen in San Juan Vierter über 10.000 m und siegte beim San-Antonio-Marathon.
1981 gewann er den Gasparilla Distance Classic mit einer weiteren 15-km-Weltbestzeit von 43:12 min, und 1982 wurde er Zweiter beim Runner’s Den 10K.
1976 wurde er US-Meister im Crosslauf.
Ric Rojas ist heute als Lauf- und Fitnesstrainer tätig.

## Persönliche Bestzeiten
- 10.000 m: 28:24,2 min, 17. Juni 1979,	Walnut
- 10-km-Straßenlauf: 28:34 min, 31. Januar 1982, Scottsdale
- 15-km-Straßenlauf: 43:12 min, 7. Februar 1981, Tampa
- Marathon: 2:20:35 h, 14. Januar 1979, San Diego